# 淫堕の姫騎士ジャンヌ
『淫堕の姫騎士ジャンヌ』（いんだのひめきしジャンヌ）とは、筑摩十幸による官能小説。2005年11月30日に第1巻が二次元ドリームノベルズ（キルタイムコミュニケーション）から発売された。
本作を原作とするアダルトゲーム『淫堕の姫騎士ジャンヌ 〜オーガの仔種を注がれる気高き姫!〜』がcatwalk NEROから2006年7月28日に発売され、さらにゲームを原作としたアダルトアニメも発売された。
2013年には、続篇『淫堕の姫騎士ジャンヌ 美姫転生』が発売され、本作同様catwalk NEROによって『淫堕の姫騎士ジャンヌ2 〜美姫転生〜2つの世界でオーガの仔種を注がれ続ける物語〜』というタイトルでアダルトゲーム化された。
さらに、2023年1月27日にはリメイク版である『淫堕の姫騎士ジャンヌ RE:BORN ～オーガの仔種を注がれる気高き姫！～』が発売された。
本項ではこれらすべてについて扱う。

## 概要
国を守るために剣と魔法を駆使して戦いに臨む気高き王女が、オーガに凌辱される様子を描く作品である。本作のヒットにより、異種姦ブームが起こり、ゲーム化・アニメ化のみならずギガコレ（GIGA Pulseコレクション）第18弾としてフィギュア化もされた。
『淫堕の姫騎士ジャンヌ』では亀井が、『淫堕の姫騎士ジャンヌ 美姫転生』では木ノ碕由貴がそれぞれ挿絵を担当し、双方のゲーム版でも原画を手掛けた。

## 物語

### 淫堕の姫騎士ジャンヌ
小国・リブファール国の王女ジャンヌは、剣術と魔術をもって亜人種・オーガとの戦いを有利に進めてきた。だが、あるとき妹であるユーワ王女が人質としてオーガに囚われる。ジャンヌが妹を救うためにオーガたちの要求を受け入れた結果、日中は淫らな格好をさせられ、夜は娼婦としてオーガたちの慰み者にされる。呪いをかけられたうえ、オーガたちの調教は激しさを増し、ジャンヌは肉欲に耐えられなくなっていく。その後、騎士長キースに一度は救われるが、ジャンヌの肉欲は衰えることがなく、オーガたちの長であるギドーに強姦されて絶頂を迎える。強制受胎の魔術によりオーガの仔を妊娠したジャンヌの性欲がさらに膨らむ中、国民の前で出産披露宴が執り行われる。

### 淫堕の姫騎士ジャンヌ 美姫転生
オーガとの戦いの末、人間の世界に転生したジャンヌはそこで学生として平凡な生活を送っていたが、祖国・リブファール国の危機を知り、祖国へ帰る。戦いの中、人間界での親友ミハルが洗脳され、オーガたちの手先としてジャンヌを淫魔へ変えていく。

## 登場人物
声はゲーム版のみ。OVA版は声優非公表。
ジャンヌ・グルノーブル
声：如月葵
本作の主人公。リブファール国の王女で、天使の血を引くとされている。ゲーム版『『淫堕の姫騎士ジャンヌ』のバッドエンドではオーガの仔を出産するものも存在する。
ユーワ・グルノーブル
声：田村ナナ
ジャンヌの妹である幼女。
『美姫転生』では成長した姿を見せた。
セリーヌ・グルノーブル
声：リンリン
姉妹の母親。
マルス
ユーワの婚約者である隣国の王子。偶然お忍びで来訪しているところを、ジェリクにつかまる。
ジェリク
ダークエルフの魔術師。オーガたちの襲撃の黒幕。
ギドー
オーガの長。人間に恨みを持っているうえ、自分の子供を欲しいと考えており、ジェリクの計画に協力している。
スタンダードエディションに収録された小説では、地獄の最下層・コキュートスに封じられていたジャンヌに対峙する様子が描かれた。
『美姫転生』（ゲーム版）では淫魔となったジャンヌに精を吸い尽くされて死んだが、彼女へのゆがんだ思いからこの世に復活したことが明かされた。

### 美姫転生からの登場人物
ジャンヌ・フィリエール
声：如月葵
東欧の小国リブファール国の貴族の令嬢で、今は日本在住。前作主人公の転生体。
アナスタシア
声：韮井叶
ジャンヌらの前に現れた謎の美少女。
『聖徒会長ヒカル』、『聖戦姫ヴァルキュア・シスターズ』にも登場。
東ミハル
声：金松由花
ジャンヌが人間界で親しくなった少女。文武両道で、学園では生徒会長を務めている。
ジャンヌより前に異世界に召喚され、オーガらに凌辱と洗脳を受けた結果、翼を生やした妖艶な暗黒騎士になった。
エリーヌ・神居・フィリエール
声：桜城ちか
人間界におけるジャンヌの母親で、夫はフィリエール公。
ゴリアス
リブファール国の騎士で、オーガたちと通じている。ユーワを我が物にし、王となることを望んでいる。
城嶋
ミハルが所属する剣道部の顧問で、ジャンヌのかつての家庭教師。

## アダルトゲーム版
いずれも株式会社ビジュアルアーツのブランドcatwalkのサブブランドであるcatwalk NEROから発売されている。いずれもマルチエンディングとなっており、明るい結末を迎えるものもある。また、原作にはないシーンも存在する。
2023年1月27日にリメイク版『淫堕の姫騎士ジャンヌ RE:BORN ～オーガの仔種を注がれる気高き姫！～』が発売予定。

### 淫堕の姫騎士ジャンヌ 〜オーガの仔種を注がれる気高き姫！〜
2006年7月28日に発売。catwalk NEROのデビュー作にあたる。2010年11月26日にはWindows Vista/7にも対応した廉価版であるスタンダードエディションが発売された。2011年4月21日にはDVDPG版が発売され、同年12月16日には『あそべる! BD-GAME』シリーズの1つとしてBDPG版が発売された。
スタッフ
- 音楽：吉田仁郎
- 原画：亀井
- 原作：桜沢大、筑摩十幸
- シナリオ：筑摩十幸（メイン）、でぇすて（サブ）、松木涼（サブ）

### 淫堕の姫騎士ジャンヌ2 〜美姫転生〜2つの世界でオーガの仔種を注がれ続ける物語〜
2013年8月30日に発売。DVDPG版とBGPG版が2015年4月30日にアイチェリーから発売された。
スタッフ
- 音楽：吉田仁郎
- 原画：木ノ碕由貴、なかじまこんた
- シナリオ：筑摩十幸、小沢裕樹

## アダルトアニメ
『淫堕の姫騎士ジャンヌ』というタイトルでひまじん制作の元、2007年にマリゴールドからOVAが発売された。

### 商品一覧
- Scene1「孕まされた守護天使」：2007年1月26日発売
- Scene2「晒されたボテ腹王女」：2007年4月27日発売

### スタッフ
- 絵コンテ・監督：土支田板三
- 企画：盛こかん、桜沢大
- プロデューサー：ももいさくら
- 小説版執筆：筑摩十幸
- キャラクター原案：亀井
- キャラクターデザイン・作画監督：服部憲知
- 脚本：たかはし薫
- 製作・発売：ひまじん
- 販売：マリゴールド